# موزه سلطان ابوبکر
موزه سلطان ابوبکر (به انگلیسی: Sultan Abu Bakar Museum) (مالایی:Muzium Sultan Abu Bakar) یک موزه در پکان، ایالت پاهانگ، مالزی است. این موزه، آثار باستانی مربوط به مردم بومی که در کشور کشف گردیده را در معرض دید بازدید کنندگان گذاشته است.

## تاریخچه
ساختمان موزه در دهه ۱۹۲۰، در دوران مالایای بریتانیا ساخته شده است. از آن دوران، این ساختمان به عنوان اقامت‌گاه رسمی حکومت بریتانیا، آسایشگاه نیروهای نظامی و کاخ رسمی سلطان ابوبکر مورد استفاده قرار گرفت. بعد از اینکه چهار سال صرف نوسازی آن شد، به موزه تبدیل گشت. در نهایت در روز ۲۱ اکتبر ۱۹۷۶، توسط سلطان احمد شاه افتتاح گردید.

## نمایشگاه
این موزه مجموعه‌ای از ظروف شیشه‌ای و سرامیک قدیمی چینی، هم چنین مصنوعات مربوط به تاریخ پاهانگ و زمامداری در پاهانگ را به نمایش گذاشته است.